# Charles-Albert II Le Moyne de Longueil
Charles-Albert II Le Moyne de Longueil, signore di Longueil (Montréal, 10 dicembre 1656 – L'Avana, 7 giugno 1729), è stato un militare, politico e governatore della Nuova Francia francese.

## Biografia
Maggiore dei figli di Charles Le Moyne, intraprese la sua prima carriera militare come tenente del reggimento di Saint-Laurent e il 9 gennaio 1684 acquisì il titolo di signore di Longueil.
Nel 1703 entrò a far parte di una delle prime logge massoniche e contemporaneamente divenne cavaliere dell'Ordine Militare di San Luigi e dell'Ordine Cavalleresco di Malta.
Nominato intendente reale di Montréal nel 1710, divenne governatore di Trois-Rivières nel 1720 e, nel 1724, succedette a Claude de Ramezay nella carica di Governatore della Nuova Francia.
Nel  1727 lasciò la carica per trasferirsi nella sede dei Cavalieri di Malta a La Valletta.